# Донецкий уезд (Область войска Донского)
Донецкий уезд — уезд в составе Области войска Донского. Административный центр: Каменская окружная станица (ныне г. Каменск-Шахтинский Ростовской области).

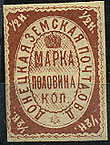
Земская марка Донецкого уезда

## Земская почта
Уезд имел свою земскую почту и выпускал земские марки. Был сделан только один выпуск марок в 1879 году. Марки были напечатаны номиналом в полкопейки без зубцов. Марки были двух видов: серо-синяя и коричневая и изготовлялись на белой бумаге по технологии литографии.